# Кирил Лъвов
Вижте пояснителната страница за други личности с името Кирил.
Кирил Лъвов е български духовник, архимандрит, протосингел на Българската екзархия.

## Животопис
Кирил е роден в солунското село Айватово, тогава в Османската империя, днес Лити, Гърция. Още като малък заминава да учи в Атина с издръжка на гръцко дружество. Крал Отон I го изпраща в пансион в Мюнхен, където научава немски и френски. Става свещеник. Служи в Египет, а по-късно в Антиохийската патриаршия.
След Освобождението на България в 1878 година е наначен за служител при митрополит Панарет Пловдивски по препоръка на първия секретар на руското консулство в Пловдив Александър Изволски. След като екзарх Йосиф I се мести от Пловдив в Цариград архимандрит Кирил е назначен за екзархийски протосингел. След скандал с кореспонденция между Кирил и Иван Евстратиев Гешов, в която архимандрит Кирил използва недипломатичен език по отношение на властите, е изпратен в София, където е назначен от министър Константин Иречек за директор на Софийската гимназия. Уволнен, архимандрит Кирил заминава за Антиохия, където става служител на униатската църква.